# 公立香住病院
公立香住病院（こうりつかすみびょういん）は、兵庫県美方郡香美町にある医療機関である。香美町病院事業の設置等に関する条例により設置された町立の病院である。

## 沿革
- 1949年（昭和24年）6月 - 香住町国保病院が開院。
- 1964年（昭和39年）11月 - 公立香住病院と名称変更し、現在地に新築移転。
- 1991年（平成3年）7月 - 建物を改築し総合病院となる。
- 2005年（平成17年）4月 - 香住町、村岡町、美方町の合併により、香住町立から香美町立となる。

## 診療科
- 内科
- 外科
- 泌尿器科
- 小児科
- 整形外科
- 耳鼻咽喉科
- 婦人科